# Enrique Rambal Sacía
Enrique Rambal Sacía (València, País Valencià, 8 de maig del 1924 − Ciutat de Mèxic, Mèxic, 15 de desembre de 1971) va ser actor de cinema, teatre i televisió i director mexicà.
És conegut pel seu paper de Jesucrist en la pel·lícula El mártir del calvario, dirigida per Miguel Morayta el 1952. És el fill del també actor i director, el valencià Enrique Rambal García (1896-1956). Es va casar successivament amb les actrius Mercedes Borque i Lucy Gallardo.

## Obres destacades
- The Martyr of Calvary[2] (1952)
- Tehuantepec (1954)
- El hombre y el monstruo (1958)
- Young People (1961)
- La mujer dorada
- The Exterminating Angel[3] (1962)